# 스모크트 미트
스모크트 미트(영어·프랑스어: smoked meat) 또는 몬트리올 스모크트 미트(영어: Montreal-style smoked meat 몬트리올스타일 스모크트 미트[*], 프랑스어: smoked meat à Montréal 스모크트 미트 아 몽레알[*])는 캐나다 퀘벡 지역의 훈제육이다. 보통 머스터드를 바른 호밀빵에 끼워 샌드위치로 내며, "스모크트 미트"라는 말이 스모크트 미트가 들어간 샌드위치를 부르는 데도 쓰인다.

## 이름
캐나다의 퀘벡은 프랑스어를 사용하는 지역이지만, 영어인 "스모크트 미트(smoked meat)"가 퀘벡 프랑스어에 외래어로 차용되었다. 일반적인 "훈제육"을 뜻하는 프랑스어는 "비앙드 퓌메(viande fumée)"이지만, 몬트리올식 스모크트 미트와 스모크트 미트 샌드위치는 "비앙드 퓌메(viande fumée)", "상두이치 아 라 비앙드 퓌메(sandwich à la viande fumée)"보다는 스모크트 미트(프랑스어: smoked meat), 상두이치 오 스모크트 미트(프랑스어: sandwich au smoked meat)로 불린다.

## 같이 보기
- 루번 샌드위치
- 콘드 비프
- 파스트라미